# Euclides Minuano Freitas de Moura
Euclides Minuano Freitas de Moura (Pelotas, 26 de janeiro de 1893 — Rio de Janeiro, 16 de setembro de 1965) foi um político brasileiro. Exerceu o mandato de deputado federal constituinte pelo Rio Grande do Sul em 1934.
Em 1911, ingressou na Faculdade de Direito de Porto Alegre, pela qual se formou. 
Em 1933, se elegeu pela legenda da Frente Única Gaúcha suplente de deputado à Assembléia Nacional Constituinte pelo Rio Grande do Sul. Assumiu o mandato em março de 1934 depois da renúncia de Joaquim Francisco de Assis Brasil. 